# Петар Топаловић
Петар Топаловић (Крагујевац, 1840 — Београд, 20. август 1891) био је српски генерал, политичар и преводилац. Топаловић је био министар одбране, министар грађевина Краљевине Србије и управник Војне академије.

## Војна каријера
Петар Топаловић рођен је 14. септембра 1840. године у Крагујевцу. Син је Милосава Топаловића и Анке Ненадовић, унук је Јеврема Ненадовића и праунук Јакова Ненадовића. Био је ожењен Ленком, кћерком Ђорђа Пантелића, трговца из Сремске Митровице. Имао је сина Милосава и кћери Драгињу и Анку. Кћи Драгиња је била удата за поручника Љубомира Покорног.
Основну школу је приватно учио. У Београду је завршио 4 разреда гимназије, а после тога је 1855. године ступио у Артиљеријску школу (Војну академију) у Београду. Унапређен је 1860. године у чин потпоручника. Најпре је до децембра 1861. године био водник у пешадијској чети. Од 1861. до 1863. године био је државни питомац у Пруској, у Потсдаму и Берлину, у гардијским јединицама. Самоиницијативно је јануара 1863. године напустио војску заједно са Савом Грујићем и Димитријем Ђурићем, јер им није уважена молба да се врате у Србију након инцидента на Чукур чесми. О свом трошку отишао је у Париз. Од 1864. до 1866. године био је питомац француске генералштабне академије. Током 1867. године седам месеци провео је као државни питомац у топографском одељењу у Паризу.
У државну службу вратио се 1867, па је од 1867. до 1868. године био водник у артиљерији, а онда је неколико месеци био на служби у опште-војном одељењу министарства одбране и био је ађутант кнеза Михаила. Након тога од 1868. до 1873. године био је штабни официр шабачког округа. Унапређен је 1873. године у чин генералштабног капетана. Од 1873. до 1875. године на Војној академији је као професор предавао историју ратне вештине и стратегију. Унапређен је 1875. године у чин мајора. Од 1874. до 1876. године био је шеф штаба артиљеријске бригаде, а од 1876. године до почетка Првог српско-турског рата био је начелник генералштаба тимочке дивизијске области.

## Српско турски ратови
У Првом српско-турском рату 1876. године био је начелник штаба Тимочке војске. Од октобра 1876. године био је у штабу Михаила Черњајева најпре начелник штаба 4. кора, затим начелник штаба тимочко-моравске војске, а онда начелник штаба Тимочког корпуса. Унапређен је 22. октобра 1876. године у чин потпуковника. На почетку Другог српско-турског рата децембра 1877. године био је командант Дунавске дивизије Тимочког корпуса. Са Дунавском дивизијом наступао је од Грамаде према Нишу. Његова дивизија ангажована је за блокирање Ниша са североисточне стране. Приликом ослобађања Ниша његова дивизија засипала је снажном артиљеријском ватром турска утврђења на Винику, са циљем да олакша напад Шумадијског корпуса. Од 15. јануара до 21. октобра 1878. године био је командант Ибарске дивизије.

## Министар грађевина и одбране
До априла 1880. године био је на служби у Главном генералштабу и био професор на Војној академији. Унапређен је 1881. године у чин пуковника. Од априла 1880. до септембра 1885. године био је начелник генералштабног одељења Главног генералштаба. Учествовао је у Српско-бугарске војске 1885. године као командант Моравске дивизије. Након српског пораза на Сливници заменио је 2. децембра 1885. Јована Петровића као начелник штаба Врховне команде. Унапређен је марта 1887. године у чин генерала. Од 4. априла 1886. до 17. фебруара 1887. био је министар грађевина у влади Милутина Гарашанина. У истој влади је након тога био министар одбране од 17. фебруара до 13. јуна 1887. године. Новембра 1887. године постављен је за команданта Моравске дивизијске области. Од 1886. до 1890. године био је професор на Војној академији. У два наврата био је управник Војне академије и то од 13. марта до 4. априла 1886. године и поново од 8. априла 1889. до смрти 1891. године.
Објавио је више чланака у Ратнику и Војину. Са немачког је превео: Војник на земљишту (1875) и од Шерфа Неколико упутстава за борбу (1876). Са француског је превео Вијалову Стратегију (1876).

## Одликовања
Одликова је следећим домаћим одликовањима Орден таковског крста 1. и 2. реда, Златна медаља за храброст, Споменица рата за ослобођење и независност 1879—1878. Споменица на рат 1885—1886. и страна Орден официрског крста легије части (Француска и Орден гвоздене круне 2. реда (Аустрија).
Умро је у Београду, 20. августа 1891. године.